# 바갸슈리
바갸슈리(힌디어: भाग्यश्री, 영어: Bhagyashree, 1969년 2월 23일 ~ )는 인도의 배우이다.